# Gubernia Taurida
Gubernia Taurida (în rusă Таврическая губернія, transliterat: Tavriceskaia gubernia, scriere modernă Таврическая губерния, în ucraineană Таврiйська губернія, transliterat: Tavriiska gubernia, în tătară crimeeană: Tavrida guberniyası) a fost o gubernie istorică a Imperiului Rus. Ea includea Peninsula Crimeea și teritoriul dintre Niprul de Jos, coasta Mării Negre și Marea Azov. 
Gubernia a fost formată, după ce în 1802, Regiunea Taurida (oblast) a fost desființată în timpul reformei administrative a lui Pavel I, asupra teritoriilor din sud-vest anexate de la Hanatul Crimeei, și a existat până 1917. Centrul administrativ al guberniei a fost orașul Simferopol. Provincia a fost denumită după numele grec vechi al Crimeei – Taurida.

## Populație

### Structura etnică a ținuturilor
Structura etnică a populației ținuturilor guberniei la 1897::
| Ținut         | Ucraineni | Ruși   | Tătari | Germani | Evrei  | Bulgari | Greci | Polonezi | Belaruși | Armeni | Moldoveni și Români | Estoni | Turci |
| ------------- | --------- | ------ | ------ | ------- | ------ | ------- | ----- | -------- | -------- | ------ | ------------------- | ------ | ----- |
| Total         | 42,2 %    | 27,9 % | 13,6 % | 5,4 %   | 3,8 %  | 2,8 %   | 1,2 % | 0,7%     | 0,7%     | 0,6%   | 0,16%               | 0,15%  | 0,15% |
| Berdiansk     | 58,8 %    | 18,1 % | …      | 7,8 %   | 2,9 %  | 10,4 %  | …     | …        | …        | …      | 0,5%                | …      | …     |
| Dnepr         | 73,6 %    | 19,9 % | …      | 1,3 %   | 3,0 %  | …       | …     | …        | 1,4 %    | …      | …                   | …      | …     |
| Evpatoria     | 21,1 %    | 17,6 % | 42,7 % | 12,0 %  | 2,5 %  | …       | 1,6 % | …        | …        | …      | …                   | …      | …     |
| Kerci-Enikale | 16,1 %    | 55,8 % | 5,9 %  | …       | 10,1 % | …       | 4,6 % | 2,0 %    | …        | 1,6 %  | …                   | …      | …     |
| Melitopol     | 54,9 %    | 32,8 % | …      | 5,2 %   | 4,2 %  | …       | …     | …        | …        | …      | …                   | …      | …     |
| Perekop       | 22,0 %    | 22,8 % | 23,9 % | 22,8 %  | 2,6 %  | …       | …     | …        | …        | 1,2 %  | …                   | 1,6 %  | …     |
| Sevastopol    | 13,1 %    | 62,8 % | 3,3 %  | 1,6 %   | 6,4 %  | …       | 5,0 % | 4,9 %    | …        | …      | …                   | …      | …     |
| Simferopol    | 7,1 %     | 30,2 % | 44,4 % | 4,1 %   | 6,5 %  | 1,0 %   | 1,7 % | 1,2 %    | …        | 2,1 %  | …                   | …      | …     |
| Feodosia      | 11,5 %    | 30,2 % | 38,3 % | 4,2 %   | 2,5 %  | 5,0 %   | 4,0 % | …        | …        | 2,1 %  | …                   | …      | …     |
| Ialta         | 2,8 %     | 27,1 % | 59,0 % | …       | 1,3 %  | …       | 5,4 % | …        | …        | …      | …                   | …      | 1,5 % |

### Structura lingvistică
Structura populației  conform recensământului imperial din 1897: numărul populației guberniei era de 1.447.790 de locuitori, dintre care 762.804 de bărbați și 684.986 de femei.

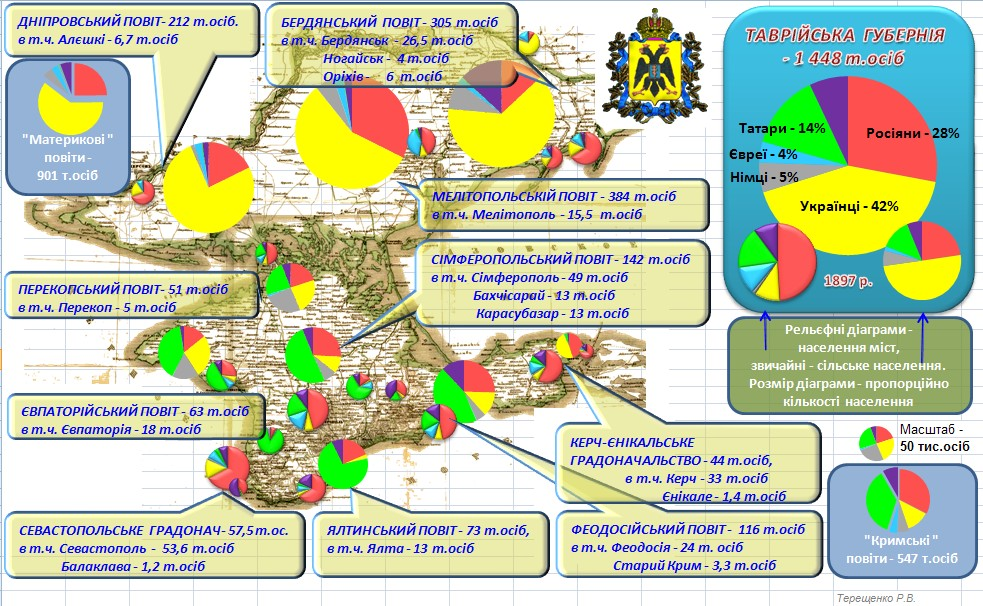
Compoziția etnolingvistică a guberniei Taurida în 1897, pe ținuturi. Cu galben ucraineni, cu roșu ruși, cu verde tătari crimeeni, cu gri germani, cu albastru vorbitori de idiș și cu violet alții.

| Limba                       | Număr   | Procente (%) |
| --------------------------- | ------- | ------------ |
| Ucraineană                  | 611.121 | 42,21        |
| Rusă                        | 404.463 | 27,94        |
| Tătară crimeeană            | 196.854 | 13,60        |
| Germană                     | 78.305  | 5,41         |
| Idiș                        | 55.418  | 3,83         |
| Bulgară                     | 41.260  | 2,85         |
| Greacă                      | 18.048  | 1,25         |
| Poloneză                    | 10.112  | 0,70         |
| Bielorusă                   | 9.726   | 0,67         |
| Armeană                     | 8.938   | 0,62         |
| Română                      | 2.259   | 0,16         |
| Estonă                      | 2.210   | 0,15         |
| Turcă                       | 2.197   | 0,15         |
| Cehă și slovacă             | 1.962   | 0,14         |
| Țigănească                  | 1.433   | 0,10         |
| Italiană                    | 1.121   | 0,08         |
| Nu au divulgat limba nativă | 71      | <0,01        |
| Altele                      | 2.292   | 0,16         |

În 1897, 289.316 de persoane trăiau în orașe, ceea ce constituia 19,98% din totalul populație. Structura etnică a populației urbane era următoarea: ruși (49,1%), tătari (17,16%) și evrei (11,84%), doar 31 de persoane din orașe nedivulgându-și identitatea.

### Religie
| Religie                                          | Număr     | Procente (%) |
| ------------------------------------------------ | --------- | ------------ |
| Ortodocși                                        | 1.069.556 | 73,88        |
| Islam                                            | 190.800   | 13,18        |
| Iudaism                                          | 60.752    | 4,20         |
| Luterani                                         | 42.654    | 2,95         |
| Romano-catolicism                                | 29.393    | 2,03         |
| Menoniți                                         | 25.508    | 1,76         |
| Rascolnici                                       | 13.724    | 0,95         |
| Armeano-gregoriani                               | 7.494     | 0,52         |
| Qārāʾîm                                          | 6.166     | 0,43         |
| Armeano-catolici                                 | 1.206     | 0,08         |
| Altele (Protestantism, Anglicanism, Baptism ș.a) | 537       | 0,04         |